# NGC 322/1
NGC 322/1 је лентикуларна галаксија у сазвежђу Феникс која се налази на NGC листи објеката дубоког неба.
Деклинација објекта је - 43° 43' 37" а ректасцензија 0h 57m 10,0s. Привидна величина (магнитуда) објекта NGC 322 износи 13,3 а фотографска магнитуда 14,3. NGC 3221 је још познат и под ознакама ESO 243-15, MCG -7-3-3, AM 0054-435, PGC 3412.